# 驱逐阿雷佐城的魔鬼
《驱逐阿雷佐城的魔鬼》（意大利语：Cacciata dei diavoli da Arezzo）是亚西西的圣方济各上层圣殿中湿壁画《方济各生平组画》二十八个场景中的第十个，由乔托绘制于1295-1299年，尺寸为 230 x 270 厘米。
画面左侧是一座宏伟的哥特式主教座堂，右侧则是城墙内的世俗建筑，许多浅色塔楼高出城墙，如同嵌在一起的立方体。对建筑细节的描述很丰富，如阳台、城垛，甚至有带挂钩的绞盘，用来拉起货物和建筑材料。在顶部，长着蝙蝠翅膀的魔鬼们逃跑了。从视觉上看，教堂强调的精神世界与城市景观的世俗世界形成了对比。